# Fürst-Johann-Ludwig-Schule
Die Fürst-Johann-Ludwig-Schule (FJLS) ist eine kooperative Gesamtschule mit den Schulzweigen Haupt- und Realschule sowie Gymnasium in Hadamar im hessischen Landkreis Limburg-Weilburg. Mit rund 1.640 Schülern ist sie eine der größten Schulen in Hessen. Das Schulprogramm legt einen besonderen Schwerpunkt auf die musikalische Erziehung.

## Schulprofil
Die Fürst-Johann-Ludwig-Schule wird in ihrem Haupt- und Realschulzweig vornehmlich von Schülern aus der Stadt Hadamar und ihren Stadtteilen besucht, im Gymnasialzweig darüber hinaus vor allem von Schülern aus den umliegenden Gemeinden Elz, Dornburg, Waldbrunn und Elbtal. In geringerem Umfang besuchen auch Schüler aus einigen Ortsteilen der Gemeinde Beselich, aus dem rheinland-pfälzischen Hundsangen und aus dem Limburger Stadtteil Offheim den Gymnasialzweig.
Die Schule bietet neben dem Unterricht rund 40 Arbeitsgemeinschaften an und arbeitet seit dem Jahr 2021 als Ganztagsschule im Profil 2. Auch aus der Tradition des benachbarten Internats der Limburger Domsingknaben heraus legt die Schule besonderen Wert auf die musikalische Ausbildung. Es gibt mehrere Chöre, eine Big Band und die Schulband „Teacher's Despair“.
Im sogenannten „Hadamarer Modell“ wurde 1998 erstmals in Hessen die kommunale Jugendarbeit eng mit der Schulsozialarbeit verknüpft. Diese enge Kooperation von Schule, Standortkommune und Landkreis wurde in den Folgejahren von anderen Schulen übernommen.
Partnerschaften bestehen mit dem Collège Jean Rostand in der Hadamarer Partnerstadt Bellerive-sur-Allier und mit der Queen Elizabeth Grammar School in Blackburn. Ein Förderverein und ein Ehemaligenverein unterstützen die Arbeit der Schule.

## Geschichte
Eine Lateinschule ist in Hadamar bereits für 1552 nachweisbar. Die Fürst-Johann-Ludwig-Schule führt ihre Tradition aber auf die 1638 von ihrem Namensgeber zunächst als Hofschule und 1652 in einem eigenen Gebäude gegründete Jesuitenschule zurück. Für die Zeit von 1680 bis 1711 sind jährlich bis zu 250 Schüler nachgewiesen, darunter bis zu 50 adlige Zöglinge.
Im Jahr 1779 wurde der höhere Schulbetrieb in Hadamar wegen des Verbots des Jesuitenordens eingestellt und erst 1792 von Weltgeistlichen wieder zeitweise aufgenommen. 1823 zog die Schule in das Schloss Hadamar. 1844 wurde eine gymnasiale Oberstufe eingerichtet. Seitdem existiert in der Stadt durchgängig wieder eine Schule, deren Abschluss den Besuch einer Universität erlaubt. Lediglich während des „Dritten Reichs“ wurde von 1939 an die gymnasiale Oberstufe geschlossen, nach Kriegsende jedoch im Dezember 1945 wieder geöffnet. Bereits 1948 trug die Schule vorübergehend den Namen „Fürst-Johann-Ludwig-Schule“.
Bis weit ins 20. Jahrhundert hinein behielt die Schule einen ausgeprägt katholischen Charakter. Zahlreiche Geistliche, Ordensmitglieder und Theologen gingen aus der Schülerschaft hervor.
Im Jahr 1971 wurde das neue Schulgebäude auf dem Wingertsberg außerhalb der Stadt Hadamar errichtet und mit 2100 Schülern bezogen. Das Gymnasium sowie die Haupt- und Realschule in der Stadt wurden dort zusammengefasst. Kurz darauf erhielt die Schule den Namen des Gründers der Jesuitenschule.
Mitte der 1980er Jahre besuchten mehr als 2500 Schüler die Fürst-Johann-Ludwig-Schule. Sie war damit zeitweise die größte Schule in Hessen. Bis zum Ende des Internatsbetriebs der Limburger Domsingknaben im Jahr 2007 besuchten die Bewohner des Internats die Fürst-Johann-Ludwig-Schule. Von 2007 bis 2011 wurde das Schulgebäude für eine Investitionssumme von annähernd zehn Millionen Euro umfassend saniert.

## Bekannte Schüler
- Hans Günther Bastian (1944–2011), Musikwissenschaftler (Abitur 1963)
- Joe Bausch (* 1953), Arzt und Schauspieler (Abitur 1972)
- Bernhard Bendel (1908–1980), Gründer der katholischen Gemeinschaft „Werk des Heiligen Geistes“ (Abitur 1928)
- Johannes Berg (* 1969), Jurist, Richter am Bundesgerichtshof (Abitur 1988)
- Wolfgang Blösel (* 1969), Universitätsprofessor für Alte Geschichte (Abitur 1989)
- Karl Bücher (1847–1930), Nationalökonom und Mitbegründer der Medienwissenschaft (Abitur 1866)
- Josef Blotz (* 1956), Generalmajor der Bundeswehr (Abitur 1975)
- Willy Bokler (1909–1974), Bundespräses des BDKJ
- Dominik Faust (* 1954), Geomorphologe und Hochschullehrer (Abitur 1974)
- David Groneberg (* 1973), Arzt und Universitätsprofessor (Abitur 1993)
- Günther Geis (* 1948), Generalvikar des Bistums Limburg (Abitur 1967)
- Hellmuth Gensicke (1917–2006), Historiker und Archivar
- Emil Haupt (1819–1866), nassauischer Arzt und Politiker
- Markus Hilgert (* 1969), Generalsekretär der Kulturstiftung der Länder (Abitur 1989)
- Eckart John von Freyend (* 1942), Wirtschaftsmanager (Abitur 1962)
- Michael Jung (* 1951), Bundestagsabgeordneter
- Volker Knapp (* 1963), Hockey-Nationalspieler für Deutschland und Hockeytrainer der malaysischen Nationalmannschaft (Abitur 1982)
- Johannes Kalpers (* 1966), Tenor (Abitur 1985)
- Theo Kobusch (* 1948), Philosoph und Hochschullehrer (Abitur 1966)
- Ernst Lieber (1838–1902), Reichstagsabgeordneter (Zentrum)
- Eberhard Metternich (* 1959), Kirchenmusiker, Domkapellmeister und Hochschullehrer (Abitur 1979)
- Franz Alfred Muth (1839–1890), Schriftsteller und Lyriker (Abitur 1859)
- Joseph Pascher (1893–1979), Liturgiewissenschaftler und Theologieprofessor (Abitur 1912)
- Thorsten Petry (* 1976), Wirtschaftswissenschaftler und Hochschullehrer (Abitur 1995)
- Christian Roos (1826–1896), Erzbischof von Freiburg und Bischof von Limburg
- Johann Nikolaus Scheuer (* 1950), Richter (Abitur 1969)
- Wilhelm Tewes (1878–1957), Landrat und Politiker
- Wilhelm Tripp (1835–1916), Domkapitular in Limburg
- Christoph Ullrich (* 1960), Präsident des Regierungspräsidiums Gießen (Abitur 1979)
- Joachim Valentin (* 1965), römisch-katholischer Theologe (Abitur 1984)
- Joseph Wagenbach (1900–1980), hessischer Politiker (Abitur 1921)
- Klaus Wagenbach (1930–2021), Verleger
- Heinrich Watzka (* 1954), Hochschulrektor und Professor für Philosophie (Abitur 1973)
- Thomas Weikert (* 1961), Tischtennis-Funktionär (Abitur 1981)
- Friedrich Christian Wirth (1826–1895), nassauischer und preußischer Spitzenbeamter und Abgeordneter (Abitur 1851)

## Bedeutende Lehrer
- Peter Jentzmik, Theologe und Religionsphilosoph
- Wilhelm Frorath, 1816–1839 Rektor des Pädagogium in Hadamar
- Joseph Muth, 1839–1843 Rektor des Pädagogium in Hadamar
- Carl Ludwig Kirschbaum, Lehrer 1837–1839 und 1845/46